# Epaphroditoidea
Epaphroditoidea – nadrodzina modliszek z podrzędu Eumantodea i infrarzędu Schizomantodea.

## Morfologia i zasięg
Samcze genitalia tych modliszek mają słabo wykształcony płat nasadowy fallomeru brzusznego oraz słabo zaznaczone, tylko u niektórych rodzajów widoczne rozszerzenie się apofizy falloidalnej w płaty przedni i tylny. Wyrostek wierzchołkowy fallomeru lewego jest niezmodyfikowany, na szczycie zakrzywiony ku górze. Jako przypuszczalną synapomorfię tego kladu wymienia się obecność płata na płytce nadodbytowej, jednak cecha ta zachowana jest jedynie u dwóch rodzajów.
Przedstawiciele nadrodziny znani są z krain madagaskarskiej, australijskiej, nearktycznej i północy krainy neotropikalnej.

## Taksonomia
Do nadrodziny tej zalicza się dwie rodziny z czterema podrodzinami: 
- Majangidae Giglio-Tos, 1915
  - Brancsikiinae Schwarz et Roy, 2019
  - Majanginae Giglio-Tos, 1915
- Epaphroditidae Brunner de Wattenwyl, 1893
  - Gonatistinae Saussure, 1869
  - Epaphroditinae Brunner de Wattenwyl, 1893

Na siostrzaną relację Majangidae i Epaphroditidae wskazują cechy budowy zewnętrznej i genitaliów.